# 敖家镇
敖家镇，是中华人民共和国四川省乐山市犍为县曾经下辖的一个镇。2019年12月，撤销寿保乡和敖家镇，设立寿保镇，以原寿保乡和原敖家镇行政区域为寿保镇的行政区域。
敖家镇全镇有1所初中（敖家初级中学），1所小学（敖家中学小学），1所民办幼儿园。

## 行政区划
敖家镇撤销前下辖以下地区：
敖家场社区、桂坪村、先进村、水井村、狮坝村、棉花村、健康村、桅杆村、青山村、卫星村、菜花村、林峰村、光芒村、先锋村和龙凤村。